# KRT75
KRT75‏ (Keratin 75) هوَ بروتين يُشَفر بواسطة جين KRT75 في الإنسان.